# 1900年パリオリンピックのバスクペロタ競技
1900年パリオリンピックのバスクペロタ競技（1900ねんパリオリンピックのバスクペロタきょうぎ）は、1900年6月14日に行われた。スペイン組とフランス組の2チームしか参加せず、直接対決で争われた。なお、1924年パリオリンピック、1968年メキシコシティーオリンピック、1992年バルセロナオリンピックでもバスク・ペロタ競技は行われたが、すべて公開競技としての実施であり、オリンピック正式種目として実施されたのは1900年だけである。

## 国・地域別メダル獲得数
| 順 | 国・地域 | 金 | 銀 | 銅 | 計 |
| -- | -------- | -- | -- | -- | -- |
| 1  | スペイン | 1  | 0  | 0  | 1  |
| 2  | フランス | 0  | 1  | 0  | 1  |

## メダル受賞者
| 種目           | 金                                                   | 銀                                    | 銅         |
| -------------- | ---------------------------------------------------- | ------------------------------------- | ---------- |
| セスタ・プンタ | スペイン ホセ・デ・アメソラ フランシスコ・ビリョータ | フランス Maurice Durquetty Etchegaray | 該当者なし |